# USS Gambier Bay (CVE-73)
O USS Gambier Bay foi um porta-aviões de escolta operado pela Marinha dos Estados Unidos e a décima nona embarcação da Classe Casablanca. Sua construção começou em julho de 1943 na Kaiser Shipyards em Vancouver e foi lançado ao mar em novembro do mesmo ano, sendo comissionado na frota norte-americana um mês depois. Ele era capaz de transportar mais de vinte aeronaves, era armado com uma bateria antiaérea de canhões de 40 e 20 milímetros, tinha um deslocamento de onze mil toneladas e conseguia alcançar uma velocidade máxima de 19 nós.
O Gambier Bay entrou em serviço no meio da Segunda Guerra Mundial e suas primeiras ações envolveram operações de suporte nas campanhas das Ilhas Gilbert e Marshall e Ilhas Marianas e Palau, repelindo diversos ataques aéreos japoneses durante a Batalha de Saipan. O navio então apoiou a invasão das Filipinas em outubro de 1944 e participou da Batalha de Samar, o confronto central da Batalha do Golfo de Leyte. Durante a batalha, o Gambier Bay foi afundado depois de ser alvejado pelo cruzador pesado Chikuma e pelos couraçados Yamato e Kongō no dia 25.